# Província Central (Salomó)
La província Central és una de les nou províncies actuals de Salomó, que està formada per les Illes Russell, Nggella (Florida Islands) i Savo. Comprèn un territori de 615 km² i té una població de 21.577 en el cens de 1999. La capital és Tulagi.

## Illes
- Aeaun
- Mbanika
- Nggela Islands
- Russell Islands
- Savo
- Tulagi